# ステファン・ムーク
ステファン・インゴ・ムーク（Stefan Ingo Mauk、1995年10月12日 - ）は、オーストラリア・アデレード出身のサッカー選手。Aリーグメンアデレード・ユナイテッド所属。ポジションはミッドフィルダー。

## 来歴

### クラブ
アデレード・シティFC、オーストラリア国立スポーツ研究所を経て、2012年10月、16歳の時にメルボルン・ハートFC（現：メルボルン・シティFC）に2年契約で加入、翌2013年にはトップチームデビューも果たした。
2016年1月、アデレード・ユナイテッドFCに移籍。
2016年7月19日、エールディヴィジ・NECナイメヘンに3年契約で移籍。デビュー戦は8月のPECズヴォレ戦で、ハーフタイムに交代され試合も1-1で引き分けた。NECではレギュラーをつかむことはできず、2017年1月にはローン移籍の噂も浮上した。この時は移籍は実現しなかったが、シーズン終了後には別のリーグで出場機会を得たいとして新たなクラブへの移籍を表明し、2017-18シーズンは古巣であるメルボルン・シティに1シーズンのローン移籍をした。
2018年5月28日、ブリスベン・ロアーFCに4年後契約で移籍した。
2020年1月30日、アデレード・ユナイテッドに完全移籍で復帰。同年12月からはキャプテンを務めた。
2022年2月22日、ファジアーノ岡山FCに完全移籍で加入した。2023年12月23日、契約満了による退団が発表された。

### 代表
年代別のオーストラリア代表で活躍。A代表の出場歴はないものの、2016年5月27日に行われたイングランド代表との親善試合に招集されている。

## 個人成績
| 国内大会個人成績 | 国内大会個人成績 | 国内大会個人成績 | 国内大会個人成績 | 国内大会個人成績 | 国内大会個人成績 | 国内大会個人成績 | 国内大会個人成績 | 国内大会個人成績 | 国内大会個人成績 | 国内大会個人成績 | 国内大会個人成績 |
| 年度             | クラブ           | 背番号           | リーグ           | リーグ戦         | リーグ戦         | リーグ杯         | リーグ杯         | オープン杯       | オープン杯       | 期間通算         | 期間通算         |
| 年度             | クラブ           | 背番号           | リーグ           | 出場             | 得点             | 出場             | 得点             | 出場             | 得点             | 出場             | 得点             |
| 日本             | 日本             | 日本             | 日本             | リーグ戦         | リーグ戦         | リーグ杯         | リーグ杯         | 天皇杯           | 天皇杯           | 期間通算         | 期間通算         |
| ---------------- | ---------------- | ---------------- | ---------------- | ---------------- | ---------------- | ---------------- | ---------------- | ---------------- | ---------------- | ---------------- | ---------------- |
| 2022             | 岡山             | 8                | J2               | 23               | 4                | -                | -                |                  |                  |                  |                  |
| 2023             | 岡山             | 8                | J2               | 37               | 6                | -                | -                |                  |                  |                  |                  |
| 通算             | 日本             | 日本             | J2               | 60               | 10               | -                | -                |                  |                  |                  |                  |
| 総通算           | 総通算           | 総通算           | 総通算           | 60               | 10               | -                | -                |                  |                  |                  |                  |

## タイトル

### クラブ
アデレード・ユナイテッド
- Aリーグ：2015-16
- Aリーグ・チャンピオンシップ：2015-16